# Saison 1 de Looney Tunes Show
Chronologie
Saison 2
Cet article résume les épisodes de la première saison de la série d'animation américaine Looney Tunes Show diffusée du 11 mai 2011 au 10 octobre 2011 sur Cartoon Network.

## Épisodes

### Épisode 1:Les super potos
- États-Unis : 11 mai 2011 sur Cartoon Network
- France : 5 janvier 2012 sur Boomerang France

- Chanson : Croque-monsieur (Grilled Cheese), interprétée par Elmer Fudd

### Épisode 2:Réservé aux membres
- États-Unis : 14 mai 2011 sur Cartoon Network
- France : 6 janvier 2012 sur Boomerang France

- John O'Hurley (Walter Bunny)

- Chanson : Je suis un martien (I'm a Martian), interprétée par Marvin le Martien
- Bip Bip et Coyote : Bulle à bascule (Bubbles Trouble)

### Épisode 3:Gibier de potence
- États-Unis : 15 mai 2011 sur Cartoon Network
- France : 7 janvier 2012 sur Boomerang France

- Chanson : J'ai pété un câble ! (Blow My Stack), interprétée par Sam le pirate

### Épisode 4:Sam le squatteur
- États-Unis : 16 mai 2011 sur Cartoon Network
- France : 8 janvier 2012 sur Boomerang France

- Chanson : P'tit faucon (Chickenhawk), interprétée par Hennery le faucon et Charlie le coq featuring Barnyard Dawg

### Épisode 5:Un talent monstre
- États-Unis : 19 mai 2011 sur Cartoon Network
- France : 11 janvier 2012 sur Boomerang France

- Bip Bip et Coyote : Un câble dans le sable (A Zipline in the Sand)

### Épisode 6:La grande réunion
- États-Unis : 15 juin 2011 sur Cartoon Network
- France : 15 janvier 2012 sur Boomerang France

- Chanson : Le Roi des coqs (Cock of the Walk), interprétée par Charlie le coq
- Bip Bip et Coyote : Plus il est grand, plus il est bête (Fee Fi Fo Dumb)

### Épisode 7:Casa de calma
- États-Unis : 22 juin 2011 sur Cartoon Network
- France : 18 janvier 2012 sur Boomerang France

- Chanson : Queso Bandito (Queso Bandito) interprétée par Speedy Gonzales
- Bip Bip et Coyote : Pas de vent dans la voile (Sail Fail)

### Épisode 8:Le chien de Tasmanie
- États-Unis : 29 juin 2011 sur Cartoon Network
- France : 22 janvier 2012 sur Boomerang France

- Bip Bip et Coyote : La voiture à réaction (Unsafe at Any Speed)

### Épisode 9:Daffy le coq
- États-Unis : 11 juillet 2011 sur Cartoon Network
- France : 25 janvier 2012 sur Boomerang France

- Bip Bip et Coyote : Silencieux mais mortel (Silent But Deadly)

### Épisode 10:La foire aux célibataires
- États-Unis : 18 juillet 2011 sur Cartoon Network
- France : 26 janvier 2012 sur Boomerang France

- Stephanie Courtney (en) (Emma Webster / Jeune grand-mère)

- Bip Bip et Coyote : La patinoire (Winter Blunderland)

### Épisode 11:Pelure sera la chute
- États-Unis : 25 juillet 2011 sur Cartoon Network
- France : 29 janvier 2012 sur Boomerang France

- Chanson : On est amoureux (We Are in Love), interprétée par Bugs Bunny et Lola Bunny
- Bip Bip et Coyote : Métaux lourds (Heavy Metal)

### Épisode 12:Plan drague
- États-Unis : 1er août 2011 sur Cartoon Network
- France : 5 février 2012 sur Boomerang France

- Chanson : Sois poli (Be Polite), interprétée par Mac et Tosh featuring Marvin le Martien
- Bip Bip et Coyote : Vil Sisyphe (Wile E. Sisyphus)

### Épisode 13:Daffy perd la boule
- États-Unis : 8 août 2011 sur Cartoon Network
- France : 3 septembre 2012 sur Boomerang France

- Chanson : Canari (Yellow Bird) chantée par Holland Greco featuring Titi et Sylvestre
- Bip Bip et Coyote : Cercles vicieux

### Épisode 14:Qui a volé mon journal?
- États-Unis : 15 août 2011 sur Cartoon Network
- France : 4 septembre 2012 sur Boomerang France

- Chanson : Manie de Tasmanie (Tasmanian Meltdown), interprétée par Le Diable de Tasmanie
- Bip Bip et Coyote : 60 parallaxes par seconde (Gone in 60 Parsecs)

### Épisode 15:Daffy se fait refaire le bec
- États-Unis : 22 août 2011 sur Cartoon Network
- France : 5 septembre 2012 sur Boomerang France

- Garry Marshall (Dr. Weisberg)

- Bip Bip et Coyote : Le pont à bascule (Heartbreak Bridge)

### Épisode 16:Mission bébé
- États-Unis : 29 août 2011 sur Cartoon Network
- France : 6 septembre 2012 sur Boomerang France

- Chanson : Sconce funk (Skunk Funk), interprétée par Pépé le putois
- Bip Bip et Coyote : Camouflage (Camo-Coyote)

### Épisode 17:Girardi, c'est fini!
- États-Unis : 2 septembre 2011 sur Cartoon Network
- France : 7 septembre 2012 sur Boomerang France

- Chanson : Le Sorcier (Daffy Duck the Wizard) featuring Daffy Duck
- Bip Bip et Coyote : Un coyote dans le vent (Go Fly a Coyote)

### Épisode 18:Les Irresponsables du volant
- États-Unis : 5 septembre 2011 sur Cartoon Network
- France : 10 septembre 2012 sur Boomerang France

- Bip Bip et Coyote : La télécommande infernale (Remote Out of Control)

### Épisode 19:Steve St James
- États-Unis : 9 septembre 2011 sur Cartoon Network
- France : 11 septembre 2012 sur Boomerang France

- Garry Marshall (Dr. Weisberg) et Powers Boothe (Leslie Hunt)

- Bip Bip et Coyote : Chutes libres (Butte E. Fall)

### Épisode 20:Daffy, conseiller très spécial
- États-Unis : 12 septembre 2011 sur Cartoon Network
- France : 13 septembre 2012 sur Boomerang France

- Chanson : Pizzarriba (Pizzarriba), interprétée par Speedy Gonzales
- Bip Bip et Coyote : Une chauve idée (Another Bat Idea)

### Épisode 21:La guerre des frites
- États-Unis : 16 septembre 2011 sur Cartoon Network
- France : 1er octobre 2012 sur Boomerang France

- Powers Boothe (Leslie Hunt)

- Chanson : Jour de fête (Presidents Day), interprétée par Lola Bunny

### Épisode 22:L'Académie de beauté
- États-Unis : 19 septembre 2011 sur Cartoon Network
- France : 28 novembre 2012 sur Boomerang France

- Chanson : Robot d'amour (Giant Robot Love), interprétée par Daffy Duck featuring Porky Pig

### Épisode 23:Le char
- États-Unis : 23 septembre 2011 sur Cartoon Network
- France : 5 décembre 2012 sur Boomerang France

- Garry Marshall (Dr. Weisberg)

- Chanson : De vrais amis (You Like / I Like), interprétée par Mac et Tosh

### Épisode 24:Le Prix Nobel
- États-Unis : 26 septembre 2011 sur Cartoon Network
- France : 12 décembre 2012 sur Boomerang France

- Chanson : Mesquin (Chintzy), interprétée par Daffy Duck featuring Porky Pig
- Bip Bip et Coyote : Piège à éoliennes (Goner with the Wind)

### Épisode 25:La face cachée de Porky
- États-Unis : 30 septembre 2011 sur Cartoon Network
- France : 1er mai 2013 sur Boomerang France

- Garry Marshall (Dr. Weisberg)

### Épisode 26:Le Point rouge
- États-Unis : 10 octobre 2011 sur Cartoon Network
- France : 15 mai 2013 sur Boomerang France

- Estelle Harris (la mère de Sylvestre)

- Chanson : Seul à table (Table for One), interprétée par Speedy Gonzales
- Bip Bip et Coyote : Coyote toi d'là ! (Shut Your Trap)